# Aiko Uemura
Aiko Uemura (jap. 上村愛子 Uemura Aiko; ur. 9 grudnia 1979 w Itami) – japońska narciarka, specjalistka narciarstwa dowolnego. Zdobyła złote medale w jeździe po muldach i jeździe po muldach podwójnych podczas mistrzostw świata w Inawashiro. Ponadto zdobyła także brązowe medale w jeździe po muldach na mistrzostwach świata w Whistler oraz w jeździe po muldach podwójnych na mistrzostwach świata w Ruka. Jej najlepszym wynikiem olimpijskim jest 4. miejsce w jeździe po muldach na igrzyskach olimpijskich w Vancouver i na igrzyskach olimpijskich w Soczi.
Najlepsze wyniki w Pucharze Świata osiągnęła w sezonie 2007/2008, kiedy to zajęła 3. miejsce w klasyfikacji generalnej, a w klasyfikacji jazdy po muldach wywalczyła małą kryształową kulę. W sezonie 2000/2001 była druga w klasyfikacji jazdy po muldach.
Jej mężem jest japoński narciarz alpejski Kentarō Minagawa.

## Osignięcia

### Igrzyska olimpijskie
| Miejsce | Dzień     | Rok  | Miejscowość    | Konkurencja      | Zwycięzca               |
| ------- | --------- | ---- | -------------- | ---------------- | ----------------------- |
| 7.      | 11 lutego | 1998 | Nagano         | Jazda po muldach | Tae Satoya              |
| 6.      | 9 lutego  | 2002 | Salt Lake City | Jazda po muldach | Kari Traa               |
| 5.      | 11 lutego | 2006 | Turyn          | Jazda po muldach | Jennifer Heil           |
| 4.      | 13 lutego | 2010 | Vancouver      | Jazda po muldach | Hannah Kearney          |
| 4.      | 8 lutego  | 2014 | Soczi          | Jazda po muldach | Justine Dufour-Lapointe |

### Mistrzostwa świata
| Miejsce | Dzień       | Rok  | Miejscowość          | Konkurencja      | Zwycięzca             |
| ------- | ----------- | ---- | -------------------- | ---------------- | --------------------- |
| 16.     | 8 lutego    | 1997 | Iizuna               | Jazda po muldach | Candice Gilg          |
| 23.     | 10 marca    | 1999 | Meiringen            | Jazda po muldach | Ann Battelle          |
| 4.      | 14 marca    | 1999 | Meiringen            | Muldy podwójne   | Sandra Schmitt        |
| 3.      | 19 stycznia | 2001 | Whistler             | Jazda po muldach | Kari Traa             |
| 4.      | 21 stycznia | 2001 | Whistler             | Muldy podwójne   | Kari Traa             |
| 14.     | 31 stycznia | 2003 | Deer Valley          | Jazda po muldach | Kari Traa             |
| 17.     | 1 lutego    | 2003 | Deer Valley          | Muldy podwójne   | Kari Traa             |
| 4.      | 19 marca    | 2005 | Ruka                 | Jazda po muldach | Hannah Kearney        |
| 3.      | 20 marca    | 2005 | Ruka                 | Muldy podwójne   | Jennifer Heil         |
| 14.     | 9 marca     | 2007 | Madonna di Campiglio | Jazda po muldach | Kristi Richards       |
| 19.     | 10 marca    | 2007 | Madonna di Campiglio | Muldy podwójne   | Jennifer Heil         |
| 1.      | 7 marca     | 2009 | Inawashiro           | Jazda po muldach | -                     |
| 1.      | 8 marca     | 2009 | Inawashiro           | Muldy podwójne   | -                     |
| 5.      | 6 marca     | 2013 | Voss                 | Jazda po muldach | Hannah Kearney        |
| 20.     | 8 marca     | 2013 | Voss                 | Muldy podwójne   | Chloé Dufour-Lapointe |

### Puchar Świata

#### Miejsca w klasyfikacji generalnej
- sezon 1995/1996: 78.
- sezon 1996/1997: 54.
- sezon 1997/1998: 78.
- sezon 1998/1999: 11.
- sezon 1999/2000: 6.
- sezon 2000/2001: 4.
- sezon 2001/2002: 7.
- sezon 2002/2003: 18.
- sezon 2003/2004: 29.
- sezon 2004/2005: 16.
- sezon 2005/2006: 64.
- sezon 2006/2007: 66.
- sezon 2007/2008: 3.
- sezon 2008/2009: 7.
- sezon 2009/2010: 18.
- sezon 2010/2011: -
- sezon 2011/2012: 62.
- sezon 2012/2013: 31.
- sezon 2013/2014: 95.

#### Zwycięstwa w zawodach
1. Lake Placid – 18 stycznia 2003 (Jazda po muldach)
2. Voss – 26 lutego 2005 (Jazda po muldach)
3. Inawashiro – 16 lutego 2008 (Jazda po muldach)
4. Mariánské Lázně – 1 marca 2008 (Jazda po muldach)
5. Åre – 7 marca 2008 (Jazda po muldach)
6. Åre – 8 marca 2008 (Muldy podwójne)
7. Valmalenco – 15 marca 2008 (Jazda po muldach)
8. Mont Gabriel – 24 stycznia 2009 (Jazda po muldach)
9. Voss – 20 lutego 2009 (Jazda po muldach)
10. Inawashiro – 7 marca 2010 (Jazda po muldach)

#### Pozostałe miejsca na podium w zawodach
1. Hasliberg – 23 marca 1996 (Jazda po muldach) – 3. miejsce
2. Mont Tremblant – 9 stycznia 1999 (Jazda po muldach) – 2. miejsce
3. Heavenly Valley – 23 stycznia 1999 (Jazda po muldach) – 3. miejsce
4. Inawashiro – 17 lutego 1999 (Jazda po muldach) – 3. miejsce
5. Tandådalen – 27 listopada 1999 (Muldy podwójne) – 2. miejsce
6. Mont Tremblant – 15 stycznia 2000 (Jazda po muldach) – 2. miejsce
7. Madarao – 30 stycznia 2000 (Jazda po muldach) – 3. miejsce
8. Tignes – 14 grudnia 2000 (Jazda po muldach) – 2. miejsce
9. Inawashiro – 3 lutego 2001 (Jazda po muldach) – 2. miejsce
10. Iizuna – 11 lutego 2001 (Jazda po muldach) – 3. miejsce
11. Suomu – 11 marca 2001 (Jazda po muldach) – 2. miejsce
12. Tignes – 1 grudnia 2001 (Jazda po muldach) – 3. miejsce
13. Inawashiro – 3 marca 2002 (Jazda po muldach) – 3. miejsce
14. Madarao – 22 lutego 2003 (Muldy podwójne) – 2. miejsce
15. Voss – 1 marca 2003 (Jazda po muldach) – 2. miejsce
16. Voss – 2 marca 2003 (Muldy podwójne) – 2. miejsce
17. Inawashiro – 5 marca 2006 (Jazda po muldach) – 3. miejsce
18. Tignes – 13 grudnia 2007 (Jazda po muldach) – 2. miejsce
19. Åre – 13 lutego 2009 (Jazda po muldach) – 3. miejsce
20. Åre – 14 lutego 2009 (Muldy podwójne) – 2. miejsce
21. Suomu – 11 grudnia 2009 (Jazda po muldach) – 2. miejsce
22. Calgary – 9 stycznia 2010 (Jazda po muldach) – 2. miejsce
23. Naeba – 19 lutego 2012 (Muldy podwójne) – 2. miejsce
24. Ruka – 15 grudnia 2012 (Muldy podwójne) – 3. miejsce
25. Soczi – 15 lutego 2013 (Jazda po muldach) – 3. miejsce
26. Ruka – 15 grudnia 2013 (Jazda po muldach) – 3. miejsce

W sumie (10 zwycięstw, 14 drugich i 12 trzecich miejsc).